# What Price Loving Cup?
What Price Loving Cup? er en britisk stumfilm fra 1923 af Walter West.

## Medvirkende
- Violet Hopson som Lady Lorimer
- James Knight som Philip Denham
- James Lindsay som Sir John Lorimer
- Marjorie Benson som Tony Sheldon
- Cecil Morton York som Earl
- Arthur Walcott
- Bob Vallis
- James Strackey